# Clyde Tolson
Clyde Anderson Tolson (Laredo, 22 de maio de 1900 – Washington, D.C., 14 de abril de 1975) foi um policial norte-americano. Tolson foi o vice-diretor do FBI, tendo trabalhado com J. Edgar Hoover (Diretor do FBI), no período de 1930 a 1972.

## Biografia

### Início de vida e educação
Tolson nasceu em Laredo, Missouri, e formado no Cedar Rapids Business College, em Iowa. De 1919 a 1928, foi secretário confidencial para a Secretaria de Guerra em três administrações, para Newton D. Baker, John Weeks W. e Dwight Davis. Tolson completou seu diploma de bacharel na Universidade George Washington em 1925, e formou-se em direito em 1927.

### Carreira no FBI
Após uma rejeição inicial por parte do FBI, logo ele foi contratado em 1927, vendo a oportunidade como um trampolim para um escritório de advocacia de Cedar Rapids. Depois de trabalhar nos escritórios em Boston e Washington, se tornou o secretário chefe do FBI, em seguida, foi promovido a diretor-assistente em 1930.
Em 1936, juntou-se a John Edgar Hoover para prender ladrão de bancos Alvin Karpis, mais tarde naquele mesmo ano, Tolson participou de um tiroteio na cidade de Nova York com o gangster Harry Brunette, e, em 1942, participou da captura de sabotadores nazistas em Long Island e na Flórida. Em 1947, ele foi eleito Diretor Associado do FBI, trabalhando no orçamento e administração.

### Saída do FBI e últimos anos de vida
Em 1964, sofreu um acidente vascular cerebral, e, como resultado, ficou um pouco frágil pelo resto de sua vida. Em 1965, o presidente Lyndon Johnson concedeu-lhe uma medalha de ouro pelo serviço federal distinto civil dizendo 
"Tolson tem sido uma força vital na elevação da proficiência da aplicação da lei em todos os níveis e na orientação da Agência Federal de Investigação para novos patamares de realização através períodos de grande desafio nacional"
Em 1970, embora Tolson estivesse velho demais para o serviço na polícia e de idade de aposentadoria passada, Hoover o manteve empregado no FBI.
Assim que Hoover morreu, em 2 de maio de 1972, Tolson foi brevemente o chefe interino do FBI, mas um dia depois, ele foi substituído pelo diretor interino L. Patrick Gray, nomeado pelo presidente Richard Nixon. Tolson deixou o FBI, duas semanas depois, deixando W. Mark Felt como encarregado operacional do FBI.
Depois de sua saída, sua saúde começou a declinar e, em 14 de abril de 1975, aos 74 anos, faleceu de complicações decorrentes de diabetes.

## Vida pessoal

### Relacionamento com Hoover
Tem sido afirmado que J. Edgar Hoover era descrito Tolson como seu alter-ego. Trabalhavam juntos durante o dia, comiam suas refeições em conjunto, socializavam-se juntos à noite e passavam suas férias juntos. Rumores circularam durante anos de que os dois tiveram um relacionamento romântico. Alguns autores têm rejeitado os rumores sobre sua orientação sexual e uma possível relação íntima com Tolson, enquanto outros os descreveram como muito provável ou mesmo "confirmaram", e outros ainda relataram os rumores sem indicar uma opinião.
Quando Hoover morreu, Tolson herdou sua propriedade de 551 mil dólares e se mudou para sua casa, e colocou a bandeira dos EUA envolta no no caixão de Hoover. O túmulo de Tolson fica a poucos metros do de Hoover no cemitério do congresso .
Apesar de todos os rumores, contudo, não há provas disso, já que todos os arquivos pessoais que Hoover guardava a seu respeito na época simplesmente desapareceram com a morte deste.

## Aparições na ficção
Tolson foi retratado inúmeras vezes na televisão e em filmes, incluindo:
- O filme J Edgar, de 2011, interpretado por Armie Hammer.
- O jogo de rádio de 2003 satírico "J. Edgar", escrito por Harry Shearer, interpretado por John Goodman.[9]
- No filme Nixon, de 1995, interpretado por Brian Bedford.[10]
- O Filme "Citizen Cohn", de 1992, por Daniel von Bargen.[10]
- O filme J. Edgar Hoover, de 1987, interpretado pelo ator Robert Harper.[10]
- O filme "Concealed Enemies", de 1984, interpretado por Ralph Byers.[10]
- O filme "The Private Files of J. Edgar Hoover", de 1977, interpretado por Dan Dailey.[10]